# WASP-12 b 1
WASP-12 b 1 — предполагаемый естественный спутник (экзолуна) экзопланеты WASP-12 b в системе звезды WASP-12, находящейся на расстоянии 870 световых лет (270 парсек) от Солнца.

## Основания для гипотезы
Предположение о существовании спутника выдвинули астрономы из Пулковской обсерватории в 2012 году. Оно основано на деталях кривой блеска звезды, наблюдаемых во время прохождения планеты по её диску: иногда этот блеск немного повышается (амплитуда 0,0015m), что может быть следствием захода спутника за диск (или прохождения перед диском) планеты. Другие возможные объяснения — прохождение планеты перед звёздными пятнами или изменение площади её видимого диска из-за её несферичности и вращения. Оба этих варианта исследователи сочли маловероятными: площадь видимого диска планеты во время прохождения меняться не может, поскольку она очень близка к звезде (0,023 а. е.) и, следовательно, должна находиться в приливном захвате, а пятна не давали бы наблюдаемого постоянства амплитуды, профиля и продолжительности повышений блеска.
Наблюдения, ставшие основой для гипотезы, проводились на 32-сантиметровом рефлекторе ZA-320M сотрудниками Пулковской обсерватории. Подобные особенности обнаружились и на кривых блеска, полученных другими наблюдателями.

## Характеристики спутника
По амплитуде повышений блеска можно рассчитать, какую долю площади диска звезды покрывает спутник. Эти данные указали на его гигантский размер: треть размера его планеты, 6,4 размера Земли или 0,57 размера Юпитера. Поиски периодичности в моментах наступления повышений блеска дали возможные значения периода в 0,09 и 0,084 земных суток.

## Трудности гипотезы
Орбиты спутников планет, находящихся настолько близко к звезде, нестабильны из-за приливных сил со стороны звезды. Расчёты показывают, что при массе звезды порядка массы Солнца, массе планеты порядка массы Юпитера и расстоянии между ними около 0,02 а. е. (как в системе WASP-12) стабильно существовать на протяжении ~5 млрд лет (время существования Солнечной системы) могут лишь спутники с массой порядка 10−6 — 10−7 земной и меньше.